# Epinephelus flavocaeruleus
Epinephelus flavocaeruleus är en fiskart som först beskrevs av Lacepède 1802.  Epinephelus flavocaeruleus ingår i släktet Epinephelus och familjen havsabborrfiskar. IUCN kategoriserar arten globalt som livskraftig. Inga underarter finns listade i Catalogue of Life.